# جوز مراتي (فلم)
جوز مراتي هو فيلم مصري عرض عام 1961، بطولة فريد شوقي وصباح، ومن إخراج نيازي مصطفى.

## قصة الفيلم
بسبب استهتاره يطلق أحمد زوجته للمرة الثالثة، ولكنه يريد العودة لها من جديد، ليبحثا عن محلل، حتى يجدا الأسطى حسن ويتفق معه أحمد على الزواج من زوجته ليلى لمدة يوم واحد، ولكن لوجود عم ليلى يمتد الزواج لعدة أيام، تكتشف فيها ليلى شخصية حسن النبيلة لتتمناه زوجاً لها.

## طاقم التمثيل
- فريد شوقي: (حسن السباك)
- صباح: (ليلى)
- عمر الحريري: (أحمد)
- حسن فايق: (عزت - والد ليلى)
- فاخر فاخر: (الشيخ عبد السميع - عم ليلى)
- زوزو ماضي: (والدة ليلى)
- وداد حمدي: (زنوبة الشغالة)
- سلوى سعيد
- إبراهيم عمارة: (المأذون)
- حمدي فريد
- ناهد سمير: (والدة حسن)
- ميمي جمال: (صديقة ليلى)
- نصر سيف: (محلل مرشح)
- شلاضيمو: (محلل مرشح)
- عماد الدين أديب: (صبي السباك)

## فريق العمل
- إخراج: نيازي مصطفى
- قصة: فريد شوقي
- سيناريو: عبد الحي أديب، فريد شوقي
- حوار: محمد أبو يوسف
- مدير التصوير: وحيد فريد
- مونتاج: حسين عفيفي
- إنتاج: أفلام العهد الجديد (فريد شوقي)
- توزيع: دولار فيلم

## أغاني الفيلم
- ثلاث أغاني من غناء صباح وهي:
- عذبني: تأليف فتحي قورة وتلحين فريد الأطرش
- الغاوي ينقط بطاقيته: تأليف كمال عطية وتلحين محمد الموجي
- الحب صعب: تأليف علي مهدي تلحين بليغ حمدي